# Espineta de flancs rogencs
L'espineta de flancs rogencs (Gerygone dorsalis) és un ocell de la família dels acantízids (Acanthizidae).

## Hàbitat i distribució
Habita zones de manglar a les Illes de Kalaotoa i Madu al mar de Flores. Petites illes de la Sonda de Kisar, Romang, Leti, Moa, Damar, Sermata i Babar. Illes Tanimbar i Kai.